# Skørring Å
Skørring Å er et vandløb på det vestlige Djursland.  Det ligger i Region Midtjylland.
Åen begynder i Mørke Mose lidt nordvest for byen Mørke i Syddjurs Kommune, hvor den fem kilometer lange tilflydende Rosenholm Å skifter navn. Tidligere blev den nuværende Skørring Å kaldt Rosenholm Å. Undervejs løber den lige syd om landsbyen Skørring. Åen danner i sit nedre løb grænse mod Favrskov Kommune. Den munder ud i Alling Å.